# Віртуальна лікарня
Віртуальна клініка (англ. virtual clinic) — це клініка, яка забезпечує надання віртуальної медичної допомоги.
Віртуальна медична допомога — це застосування технологій для відвідування свого лікаря без необхідності особистого візиту до клініки чи лікарні. Віртуальна клініка — це альтернативний спосіб надання медичних послуг, на противагу традиційним клінікам, який дозволяє зменшити час, енергію та витрати.

## Переваги віртуальної клініки
Перевагами віртуальної клініки є:
- швидке, більш зручне адміністрування;
- ефективне управління процесами;
- пацієнту не доводиться довго чекати в черзі;
- наявність платформ для зберігання лікарями звітів та документів[3]

Віртуальні клініки є частиною розвиненої інфраструктури розумних міст.